# Luàna Bajrami
Luàna Bajrami (14 de março de 2001) é uma atriz francesa de Kosovo, conhecida por ter aparecido em Portrait of a Lady on Fire e School's Out.

## Início da vida
Luàna Bajrami afirmou que decidiu se tornar atriz depois de assistir à adaptação de Trouble at Timpetill de Nicolas Bary, de 2008, baseada no romance de Henry Winterfeld.

## Carreira de atriz
Seu primeiro papel foi no filme para televisão de 2011, Adèle's Choice, de Olivier Guignard, no qual interpretou uma estudante albanesa de 8 anos cuja família foi ameaçada de expulsão. Esta aluna encontra apoio em seu professor, interpretado por Miou-Miou. Bajrami teve um pequeno papel no curta-metragem de 2014 14 Million Screams de Lisa Azuelos. Ela interpretou o papel-título no filme para TV Marion, de Bourlem Guerdjou. Marion foi adaptado do livro homônimo de Nora Fraisse retratando o caso Marion Fraisse no qual uma estudante cometeu suicídio após assédio por seus colegas estudantes, e foi ao ar pela primeira vez em France 3 em 27 de setembro de 2016. Em uma entrevista ao Le Monde, Bajrami refletiu que este foi o primeiro papel em que ela sentiu o controle criativo. Ela leu o livro e se encontrou com a mãe de Marion Fraisse.
Ela desempenhou o papel de Apolline, o líder de um grupo de seis alunos intelectualmente talentosos que enfrentam seu professor substituto (interpretado por Laurent Lafitte) no filme School's Out de Sébastien Marnier de 2019, adaptado do romance homônimo de Christophe Dufossé. Ela foi elogiada por sua interpretação de Apolline, com EJ Oakley do The Panoptic afirmando que "Luana Bajrami é particularmente ameaçadora como o verboso e taciturno Apolline".
Bajrami foi elogiada por sua interpretação de Sophie no filme francês independente de 2019, Portrait of a Lady on Fire. Naquele mesmo ano, ela interpretou o papel de Emma em Feliz Aniversário de Cedric Khan, que teve como foco uma reunião familiar disfuncional.
Em 2020, foi anunciado que Bajrami faria sua estreia na direção com o filme The Hill Where Lionesses Roar. Bajrami foi indicada como "Atriz mais promissora" no 2020 César Awards.

## Filmografia

### Filmes
| Ano  | Título                        | Papel     | Notas       |
| ---- | ----------------------------- | --------- | ----------- |
| 2011 | Adèle's Choice                | Kaniousha |             |
| 2014 | 14 Million Screams            | Louise    | Filme curto |
| 2016 | Marion, 13 Years Old Forever  | Marion    |             |
| 2017 | Two Youths Died               | Vera      | Filme curto |
| 2018 | After the Night               | Anastasia |             |
| 2019 | Happy Birthday                | Emma      |             |
| 2019 | Portrait of a Lady on Fire    | Sophie    |             |
| 2019 | School's Out                  | Apolline  |             |
| 2020 | The Hill Where Lionesses Roar |           | Diretor     |

### Televisão
| Ano  | Título                     | Papel         | Notas            |
| ---- | -------------------------- | ------------- | ---------------- |
| 2011 | Vivement dimanche prochain | Ela própria   |                  |
| 2018 | War on Beasts              | Nadia         |                  |
| 2019 | Quotidien                  | Ela própria   |                  |
| 2019 | Sous la Peau               | Léa Bourdouin | Mini-série de TV |